# Каштанівка (Кам'янець-Подільський район)
Кашта́нівка (до 1967 року — Козодавинці) — село в Україні, у Староушицькій селищній територіальній громаді Кам'янець-Подільського району Хмельницької області.

## Назва
Історична назва — Козодавинці, перейменовано 1967 році. Компартійній владі у немилість потрапили немилозвучних назви поселень, було вилучено шляхом перейменування значної кількості назв, що належали до найархаїчніших ойконімійних моделей на -*jь (-je),-ичі (< -*іtji),-ани,-івці  (< -*ovьсі),-инці  (< -*inьсі),-ів (< -ов),-ин. Так село Козодавинці стало селом Каштанівка.

## Географія

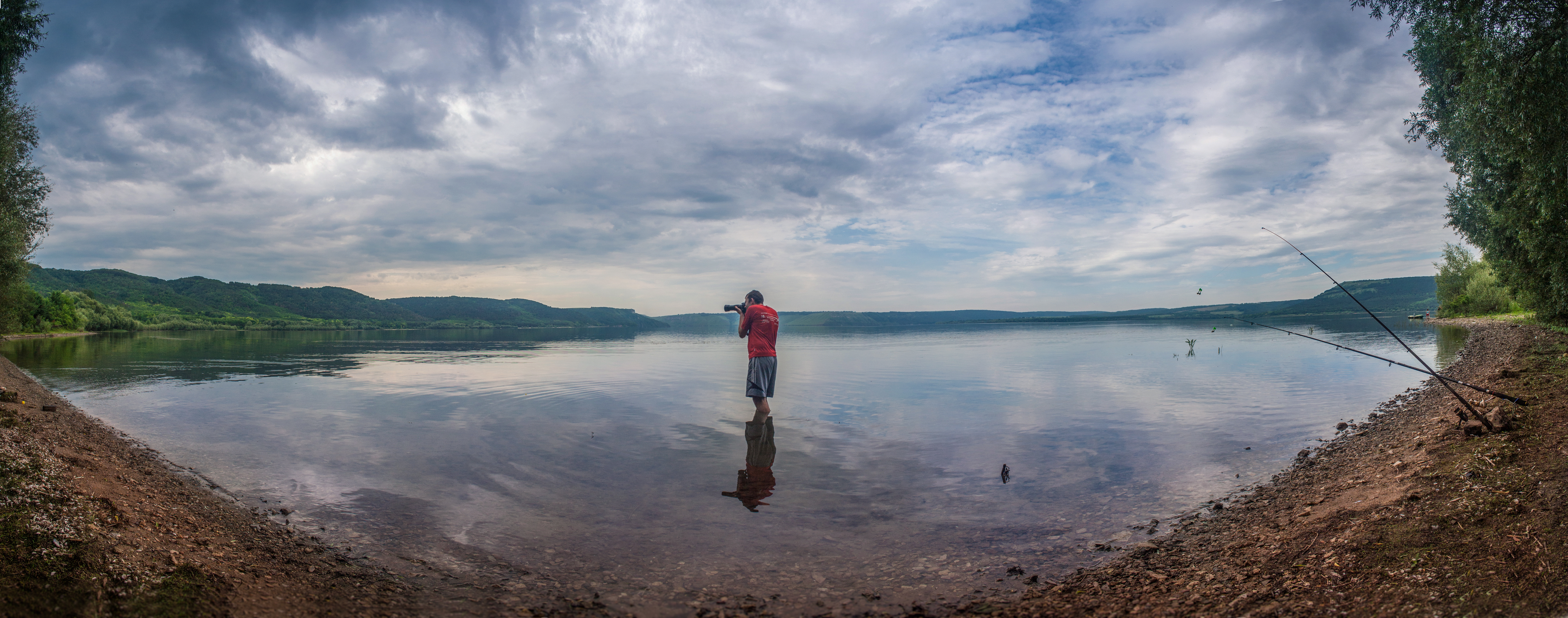
Дністер в районі села Каштанівка

Подільське село Каштанівка розташоване на високому березі на стику річок Руска та Голова притоки Дністра, за 36 кілометрів автошляхами від міста Кам'янець-Подільський.

### Клімат
Каштанівка знаходяться в межах вологого континентального клімату із теплим літом, у так званому «теплому Поділлі», тут весна настає на 2 тижні раніше.

## Історія
Поселення відоме з XVIII століття.
Сільську церкву святого Михаїла, Юхим Сіцінський описував, що збудована у 1742 році у центрі села – дерев’яна триверха. У 1742 році поміщик переніс її за село. У 1828 році перебудована на одноверху. Дзвіниця кам’яна, з дерев’яним верхом.
Внаслідок поразки визвольних змагань на початку XX століття, село надовго окуповане російсько-більшовицькими загарбниками.
Радянська окупація принесла колективізацію та розкуркулення, мешканці села зазнали репресій.
В 1932–1933 селяни села пережили жахливі події — Голодомор.
1967 року село перейменовано, нова назва пов'язана зі деревом каштан, яких було висаджено чимало після перейменування.
В 1981 році почалось заповнення басейну Дністра водою, яке тривало шість років, внаслідок цього затоплено долину річки Дністер поблизу села та ряд сіл, наприклад: Бакота, Теремці, Студениця, Кривчани, Дурняківці. Старе село Козодавинці розміщувалося біля Дністра, а нове сучасне село утворилося з двох: Козодавинців та Яру-Козодавецького.
З 1991 року в складі незалежної України.
7 вересня 2017 року шляхом об'єднання сільських рад село увійшло до складу Староушицької селищної громади, до цього органом місцевого самоврядування була Грушківська сільська рада.

## Населення
Населення становило 200 осіб станом на 2001 рік.
За даними 2015 року зареєстровано 159 осіб та 133 двори, але лише 85 постійних мешканців. 8 школярів, 4 дошкільнят, 9 сімей не пенсійного віку.

## Інфраструктура
Селі діяли: церква (стара церква знищена за радянської влади), сільський клуб, магазин.

## Охорона природи
Село лежить у межах національного природного парку «Подільські Товтри».

## Відомі люди

### Уродженці
- Грень Тарас — військовий журналіст.

### Проживали, перебували
- Павлюк Любов Іванівна — народна майстриня виготовлення верет і килимів.[3]